# Bezzia gibbera
Bezzia gibbera är en tvåvingeart som först beskrevs av Daniel William Coquillett 1905.  Bezzia gibbera ingår i släktet Bezzia och familjen svidknott. Inga underarter finns listade i Catalogue of Life.